# Пеца, Анна Дмитриевна

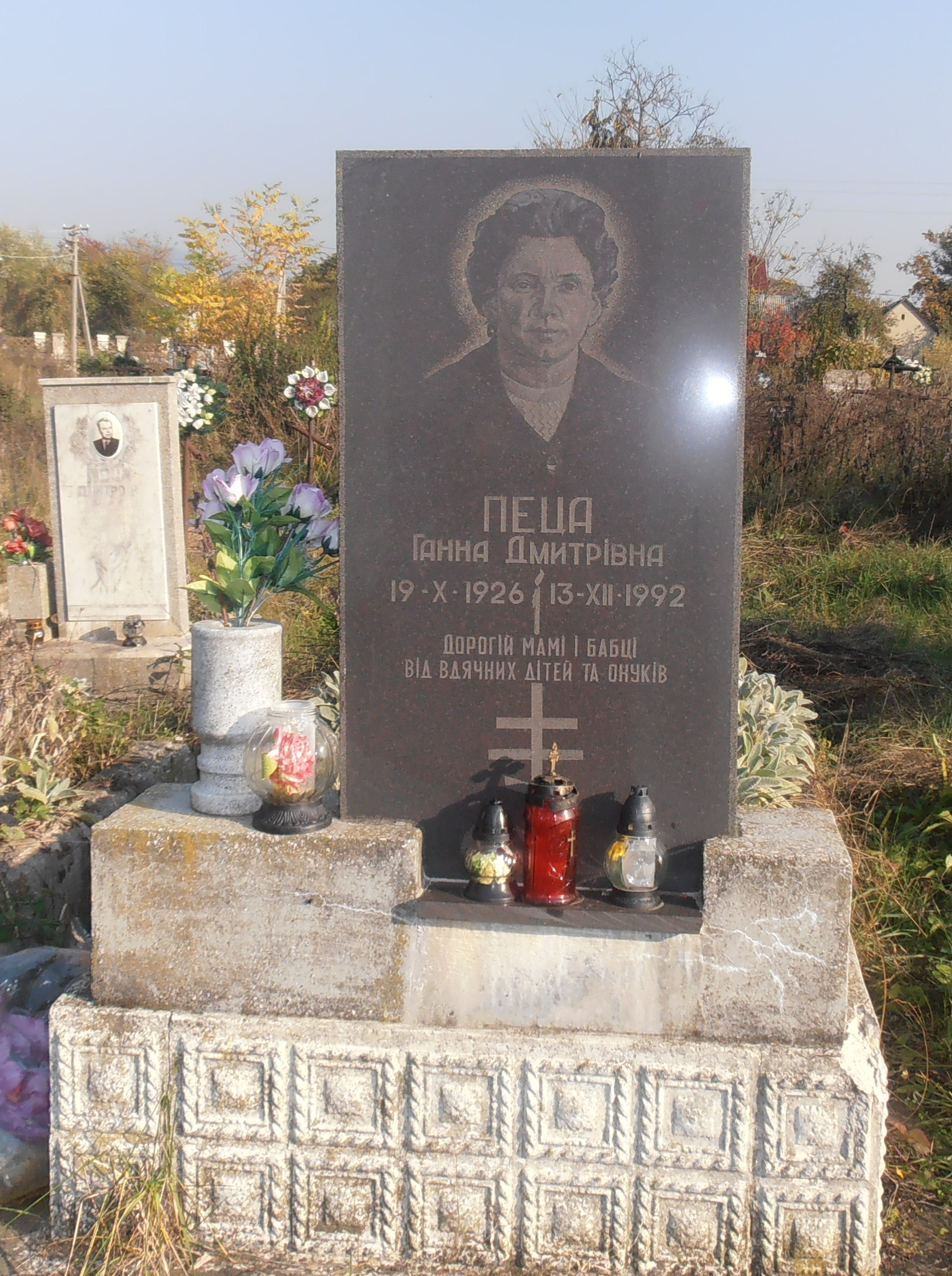
Могила Анны Пеца

Анна Дмитриевна Пеца (1926—1992) — советский работник сельского хозяйства, новатор производства, Герой Социалистического Труда.

## Биография
Родилась 19 октября 1926 года в селе Русское, ныне Мукачевского района Закарпатской области Украины.
В 1948—1965 годах работала звеньевой колхоза имени XXII съезда КПСС Мукачевского района, с 1965 года — там же бригадиром комплексной бригады.
Коллектив бригады, возглавляемый Анною Пеца, в течение 1970—1980 годов ежегодно собирал почти 40 центнеров озимых зерновых, около 100 ц/га зерна кукурузы, более 1000 ц/га кормовой свеклы и по 160 ц/га картофеля.
Член КПСС с 1967 года. На XXIV съезде Компартии Украины Пеца была избрана членом Ревизионной комиссии, на XXV и XXVI съездах КПУ — членом их Центральных Комитетов.
Умерла 13 декабря 1992 года, похоронена в родном селе.

## Награды
- Герой Социалистического Труда (1972).
- Награждена тремя орденами Ленина, орденом Октябрьской Революции и медалями.
- Лауреат Государственной премии СССР (1984).[3]